# Berta rugosivalva
Berta rugosivalva är en fjärilsart som beskrevs av Anthony C. Galsworthy 1997. Berta rugosivalva ingår i släktet Berta och familjen mätare. Inga underarter finns listade i Catalogue of Life.